# Hove (circonscription du Parlement britannique)
Pour les articles homonymes, voir Hove.
Circonscription parlementaire de la Chambre des communes
La circonscription de Hove est une circonscription parlementaire britannique. Située dans le East Sussex, elle couvre Hove et Portslade.
Cette circonscription a été créée en 1950, à partir de l'ancienne circonscription de Brighton et Lewes. Depuis 2015, elle est représentée à la Chambre des communes du Parlement britannique par Peter Kyle du Parti travailliste.

## Members of Parliament
| Élection | Élection                | Membre          | Membre | Parti        |
| -------- | ----------------------- | --------------- | ------ | ------------ |
|          | 1950                    | Anthony Marlowe |        | Conservateur |
|          | Élection partielle 1965 | Martin Maddan   |        | Conservateur |
|          | Élection partielle 1973 | Tim Sainsbury   |        | Conservateur |
|          | 1997                    | Ivor Caplin     |        | Travailliste |
|          | 2005                    | Celia Barlow    |        | Travailliste |
|          | 2010                    | Mike Weatherley |        | Conservateur |
|          | 2015                    | Peter Kyle      |        | Travailliste |

## Élections

### Élections dans les années 2010
| Parti         | Parti                | Candidat             | Voix   | %    | ±    |
| ------------- | -------------------- | -------------------- | ------ | ---- | ---- |
|               | Travailliste         | Peter Kyle           | 32,876 | 58,3 | −5.8 |
|               | Conservateur         | Robert Nemeth        | 15,832 | 28,1 | −3.5 |
|               | Libéral Démocrate    | Beatrice Bass        | 3,731  | 6,6  | +4.3 |
|               | Green                | Oliver Sykes         | 2,496  | 4,4  | +2.7 |
|               | Brexit               | Angela Hancock       | 1,111  | 2,0  | N/A  |
|               | Monster Raving Loony | Dame Dixon           | 195    | 0,3  | N/A  |
|               | Indépendant          | Charlotte Sabel      | 150    | 0,3  | −0.0 |
| Majorité      | Majorité             | Majorité             | 17,044 | 30,2 | −2.4 |
| Participation | Participation        | Participation        | 56,391 | 75,9 | −1.7 |
|               | Travailliste retenir | Travailliste retenir | Swing  | −1.2 |      |

| Parti         | Parti                | Candidat             | Voix   | %     | ±     |
| ------------- | -------------------- | -------------------- | ------ | ----- | ----- |
|               | Travailliste         | Peter Kyle           | 36,942 | 64,1  | +21.8 |
|               | Conservateur         | Kristy Adams         | 18,185 | 31,6  | −8.3  |
|               | Libéral Démocrate    | Carrie Hynds         | 1,311  | 2,3   | −1.3  |
|               | Green                | Phelim MacCafferty   | 971    | 1,7   | −5.1  |
|               | Indépendant          | Charley Sabel        | 187    | 0,3   | N/A   |
| Majorité      | Majorité             | Majorité             | 18,757 | 32,6  | +30.2 |
| Participation | Participation        | Participation        | 57,596 | 77,6  | +6.6  |
|               | Travailliste retenir | Travailliste retenir | Swing  | +15.1 |       |

| Parti         | Parti                                   | Candidat                                | Voix   | %    | ±     |
| ------------- | --------------------------------------- | --------------------------------------- | ------ | ---- | ----- |
|               | Travailliste                            | Peter Kyle                              | 22,082 | 42,3 | +9.3  |
|               | Conservateur                            | Graham Cox                              | 20,846 | 39,9 | +3.2  |
|               | Green                                   | Christopher Hawtree                     | 3,569  | 6,8  | +1.7  |
|               | UKIP                                    | Kevin Smith,                            | 3,265  | 6,3  | +3.8  |
|               | Libéral Démocrate                       | Peter Lambell                           | 1,861  | 3,6  | −19.0 |
|               | Indépendant                             | Jenny Barnard-Langston                  | 322    | 0,6  | N/A   |
|               | TUSC                                    | Dave Hill                               | 144    | 0,3  | N/A   |
|               | Monster Raving Loony                    | Dame Jon Dixon                          | 125    | 0,2  | N/A   |
| Majorité      | Majorité                                | Majorité                                | 1,236  | 2,4  |       |
| Participation | Participation                           | Participation                           | 52,214 | 71,0 |       |
|               | Travailliste vainqueur sur Conservateur | Travailliste vainqueur sur Conservateur | Swing  | +3.1 |       |

| Parti         | Parti                                   | Candidat                                | Voix   | %    | ±    |
| ------------- | --------------------------------------- | --------------------------------------- | ------ | ---- | ---- |
|               | Conservateur                            | Mike Weatherley                         | 18,294 | 36,7 | +0.2 |
|               | Travailliste                            | Celia Barlow                            | 16,426 | 33,0 | −4.5 |
|               | Libéral Démocrate                       | Paul Elgood                             | 11,240 | 22,6 | +4.7 |
|               | Green                                   | Ian Davey                               | 2,568  | 5,2  | −0.5 |
|               | UKIP                                    | Paul Perrin                             | 1,206  | 2,4  | +1.1 |
|               | Indépendant                             | Brian Ralfe                             | 85     | 0,2  | +0.1 |
| Majorité      | Majorité                                | Majorité                                | 1,868  | 3,7  |      |
| Participation | Participation                           | Participation                           | 49,819 | 69,5 | +5.4 |
|               | Conservateur vainqueur sur Travailliste | Conservateur vainqueur sur Travailliste | Swing  | +2.4 |      |

### Élections dans les années 2000
| Parti         | Parti                 | Candidat             | Voix   | %    | ±    |
| ------------- | --------------------- | -------------------- | ------ | ---- | ---- |
|               | Travailliste          | Celia Barlow         | 16,786 | 37,5 | −8.4 |
|               | Conservateur          | Nick Boles           | 16,366 | 36,5 | −1.8 |
|               | Libéral Démocrate     | Paul Elgood          | 8,002  | 17,9 | +8.8 |
|               | Green                 | Anthea P. Ballam     | 2,575  | 5,7  | +2.4 |
|               | UKIP                  | Stuart N. Bower      | 575    | 1,3  | +0.4 |
|               | Respect               | Paddy O'Keefe        | 268    | 0,6  | +0.6 |
|               | Indépendant           | Bob Dobbs            | 95     | 0,2  | N/A  |
|               | Silent Majority Party | Richard Franklin     | 78     | 0,2  | N/A  |
|               | Indépendant           | Brian Ralfe          | 51     | 0,1  | N/A  |
| Majorité      | Majorité              | Majorité             | 420    | 1,0  | N/A  |
| Participation | Participation         | Participation        | 44,796 | 64,1 | +5.2 |
|               | Travailliste retenir  | Travailliste retenir | Swing  | 3.3  |      |

| Parti         | Parti                | Candidat             | Voix   | %    | ±     |
| ------------- | -------------------- | -------------------- | ------ | ---- | ----- |
|               | Travailliste         | Ivor Caplin          | 19,253 | 45,9 | +1.3  |
|               | Conservateur         | Jenny M. Langston    | 16,082 | 38,3 | +1.9  |
|               | Libéral Démocrate    | Harold De Souza      | 3,823  | 9,1  | −0.5  |
|               | Green                | Anthea P. Ballam     | 1,369  | 3,3  | +1.9  |
|               | Socialiste Alliance  | Andy K. Richards     | 531    | 1,3  | N/A   |
|               | UKIP                 | Richard Franklin     | 358    | 0,9  | +0.4  |
|               | Libéral              | Nigel R. Donovan     | 316    | 0,8  | N/A   |
|               | Free Party           | Simon Dobbshead      | 196    | 0,5  | N/A   |
|               | Indépendant          | Thomas S. Major      | 60     | 0,1  | N/A   |
| Majorité      | Majorité             | Majorité             | 3,171  | 7,6  |       |
| Participation | Participation        | Participation        | 41,988 | 58,9 | −10.7 |
|               | Travailliste retenir | Travailliste retenir | Swing  | -0.3 |       |

### Élections dans les années 1990
| Parti         | Parti                                   | Candidat                                | Voix   | %     | ±     |
| ------------- | --------------------------------------- | --------------------------------------- | ------ | ----- | ----- |
|               | Travailliste                            | Ivor Caplin                             | 21,458 | 44,6  | +20.1 |
|               | Conservateur                            | Robert Guy                              | 17,499 | 36,4  | −12.6 |
|               | Libéral Démocrate                       | Thomas Pearce                           | 4,645  | 9,7   | −9.7  |
|               | Référendum                              | Stuart R. Field                         | 1,931  | 4,0   | N/A   |
|               | Conservateur indépendant                | John P. Furness                         | 1,735  | 3,6   | −1.7  |
|               | Green                                   | Philip A.T. Mulligan                    | 644    | 1,3   | −0.3  |
|               | UKIP                                    | J.E. Vause                              | 209    | 0,4   | N/A   |
| Majorité      | Majorité                                | Majorité                                | 3,959  | 8,2   |       |
| Participation | Participation                           | Participation                           | 48,121 | 69,6  |       |
|               | Travailliste vainqueur sur Conservateur | Travailliste vainqueur sur Conservateur | Swing  | +16.4 |       |

| Parti         | Parti                    | Candidat             | Voix   | %    | ±     |
| ------------- | ------------------------ | -------------------- | ------ | ---- | ----- |
|               | Conservateur             | Tim Sainsbury        | 24,525 | 49,0 | −9.9  |
|               | Travailliste             | Donald Turner        | 12,257 | 24,5 | +6.2  |
|               | Libéral Démocrate        | Anne F. Jones        | 9,709  | 19,4 | −2.4  |
|               | Conservateur indépendant | John P. Furness      | 2,658  | 5,3  | N/A   |
|               | Green                    | Gordon S. Sinclair   | 814    | 1,6  | N/A   |
|               | Natural Law              | John H. Morilly      | 126    | 0,3  | N/A   |
| Majorité      | Majorité                 | Majorité             | 12,268 | 24,5 | −12.5 |
| Participation | Participation            | Participation        | 50,089 | 74,1 | +6.4  |
|               | Conservateur retenir     | Conservateur retenir | Swing  | −8.0 |       |

### Élections dans les années 1980
| Parti         | Parti                | Candidat             | Voix   | %    | ±    |
| ------------- | -------------------- | -------------------- | ------ | ---- | ---- |
|               | Conservateur         | Tim Sainsbury        | 28,952 | 58,8 | −1.7 |
|               | Social Démocratique  | Margaret Collins     | 10,734 | 21,8 | N/A  |
|               | Travailliste         | Donald Turner        | 9,010  | 18,3 | +4.4 |
|               | Spare the Earth      | Thomas Layton        | 522    | 1,1  | 0    |
| Majorité      | Majorité             | Majorité             | 18,218 | 37,0 |      |
| Participation | Participation        | Participation        | 49,218 | 67,8 |      |
|               | Conservateur retenir | Conservateur retenir | Swing  |      |      |

| Parti         | Parti                   | Candidat             | Voix   | %    | ±    |
| ------------- | ----------------------- | -------------------- | ------ | ---- | ---- |
|               | Conservateur            | Tim Sainsbury        | 28,628 | 60,5 | +0.4 |
|               | Liberal                 | T.J.V. Beamish       | 11,409 | 24,1 | +6.7 |
|               | Travailliste            | Chris Wright         | 6,550  | 13,9 | -7.6 |
|               | Spare the Earth         | Thomas Layton        | 524    | 1,1  | N/A  |
|               | Modern Democratic Party | K.H. Lillie          | 189    | 0,4  | N/A  |
| Majorité      | Majorité                | Majorité             | 17,219 | 36,4 |      |
| Participation | Participation           | Participation        | 47,300 | 65,8 |      |
|               | Conservateur retenir    | Conservateur retenir | Swing  |      |      |

### Élections dans les années 1970
| Parti         | Parti                | Candidat             | Voix   | %    | ±   |
| ------------- | -------------------- | -------------------- | ------ | ---- | --- |
|               | Conservateur         | Tim Sainsbury        | 30,256 | 60,1 |     |
|               | Travailliste         | B. R. Fitch          | 10,807 | 21,5 |     |
|               | Liberal              | J. M. M. Walsh       | 8,771  | 17,4 |     |
|               | National Front       | F. Sheridan          | 508    | 1,0  | N/A |
| Majorité      | Majorité             | Majorité             | 19,449 | 38,6 |     |
| Participation | Participation        | Participation        | 50,342 | 71,6 |     |
|               | Conservateur retenir | Conservateur retenir | Swing  |      |     |

| Parti         | Parti                | Candidat             | Voix   | %    | ± |
| ------------- | -------------------- | -------------------- | ------ | ---- | - |
|               | Conservateur         | Tim Sainsbury        | 27,345 | 53,6 |   |
|               | Liberal              | J. M. M. Walsh       | 12,469 | 24,5 |   |
|               | Travailliste         | L. E. Hamilton       | 11,179 | 21,9 |   |
| Majorité      | Majorité             | Majorité             | 14,876 | 29,2 |   |
| Participation | Participation        | Participation        | 50,993 | 69,8 |   |
|               | Conservateur retenir | Conservateur retenir | Swing  |      |   |

| Parti         | Parti                | Candidat             | Voix   | %    | ± |
| ------------- | -------------------- | -------------------- | ------ | ---- | - |
|               | Conservateur         | Tim Sainsbury        | 30,451 | 54,2 |   |
|               | Liberal              | Des Wilson           | 18,942 | 33,7 |   |
|               | Travailliste         | R. A. Wallis         | 6,374  | 11,3 |   |
|               | National Front       | Ted Budden           | 442    | 0,8  |   |
| Majorité      | Majorité             | Majorité             | 11,509 | 20,5 |   |
| Participation | Participation        | Participation        | 56,209 | 77,4 |   |
|               | Conservateur retenir | Conservateur retenir | Swing  |      |   |

| Parti         | Parti                           | Candidat               | Voix   | %    | ±      |
| ------------- | ------------------------------- | ---------------------- | ------ | ---- | ------ |
|               | Conservateur                    | Tim Sainsbury          | 22,070 | 47,9 | -20.9  |
|               | Liberal                         | Des Wilson             | 17,224 | 37,4 | N/A    |
|               | Travailliste                    | Ronald Wallis          | 5,335  | 11,6 | - 19.7 |
|               | National Front                  | John Harrison-Broadley | 1,409  | 3,1  | N/A    |
|               | Marxiste-Léniniste (Angleterre) | Carole Reakes          | 128    | 0,3  | N/A    |
| Majorité      | Majorité                        | Majorité               | 4,846  | 10,5 | -26.9  |
| Participation | Participation                   | Participation          | 46,038 |      |        |
|               | Conservateur retenir            | Conservateur retenir   | Swing  |      |        |

| Parti         | Parti                | Candidat             | Voix   | %    | ± |
| ------------- | -------------------- | -------------------- | ------ | ---- | - |
|               | Conservateur         | Martin Maddan        | 34,287 | 68,7 |   |
|               | Travailliste         | David G. Nicholas    | 15,639 | 31,3 |   |
| Majorité      | Majorité             | Majorité             | 18,648 | 37,4 |   |
| Participation | Participation        | Participation        | 49,926 | 66,7 |   |
|               | Conservateur retenir | Conservateur retenir | Swing  |      |   |

### Élections dans les années 1960
| Parti         | Parti                | Candidat             | Voix   | %    | ±     |
| ------------- | -------------------- | -------------------- | ------ | ---- | ----- |
|               | Conservateur         | Martin Maddan        | 28,799 | 57,2 | -11.2 |
|               | Travailliste         | Trevor Williams      | 12,909 | 25,7 | -6.6  |
|               | Liberal              | Oliver Moxon         | 8,037  | 16,0 | N/A   |
|               | Indépendant          | Max Cossmann         | 574    | 1,1  | N/A   |
| Majorité      | Majorité             | Majorité             | 15,890 | 31,6 | -5.2  |
| Participation | Participation        | Participation        | 50,319 | 72,1 | +13.9 |
|               | Conservateur retenir | Conservateur retenir | Swing  | -4.7 |       |

| Parti         | Parti                | Candidat             | Voix   | %    | ±     |
| ------------- | -------------------- | -------------------- | ------ | ---- | ----- |
|               | Conservateur         | Martin Maddan        | 25,339 | 62,0 | -6.4  |
|               | Travailliste         | Thomas James Marsh   | 8,387  | 21,0 | -10.6 |
|               | Liberal              | Oliver Moxon         | 6,867  | 16,7 | N/A   |
|               | Independent          | Max Cossman          | 121    | 0,3  | N/A   |
| Majorité      | Majorité             | Majorité             | 16,952 | 41,0 | +4.2  |
| Participation | Participation        | Participation        | 40,714 | 58,2 | -11.4 |
|               | Conservateur retenir | Conservateur retenir | Swing  | +2.1 |       |

| Parti         | Parti                | Candidat             | Voix   | %    | ±     |
| ------------- | -------------------- | -------------------- | ------ | ---- | ----- |
|               | Conservateur         | Anthony Marlowe      | 32,923 | 68,4 | -6.4  |
|               | Travailliste         | Thomas James Marsh   | 15,214 | 32,3 | +6.4  |
| Majorité      | Majorité             | Majorité             | 17,709 | 36,8 | –12.8 |
| Participation | Participation        | Participation        | 48,137 | 69,6 | -2.6  |
|               | Conservateur retenir | Conservateur retenir | Swing  | -6.4 |       |

### Élections dans les années 1950
| Parti         | Parti                | Candidat             | Voix   | %     | ± |
| ------------- | -------------------- | -------------------- | ------ | ----- | - |
|               | Conservateur         | Anthony Marlowe      | 36,150 | 74,76 |   |
|               | Travailliste         | Thomas James Marsh   | 12,206 | 25,24 |   |
| Majorité      | Majorité             | Majorité             | 23,944 | 49,52 |   |
| Participation | Participation        | Participation        | 48,356 | 72,15 |   |
|               | Conservateur retenir | Conservateur retenir | Swing  |       |   |

| Parti         | Parti                | Candidat             | Voix   | %     | ± |
| ------------- | -------------------- | -------------------- | ------ | ----- | - |
|               | Conservateur         | Anthony Marlowe      | 34,314 | 74,15 |   |
|               | Travailliste         | Harry F. Parker      | 11,961 | 25,85 |   |
| Majorité      | Majorité             | Majorité             | 22,353 | 48,30 |   |
| Participation | Participation        | Participation        | 46,275 | 70,96 |   |
|               | Conservateur retenir | Conservateur retenir | Swing  |       |   |

| Parti         | Parti                | Candidat             | Voix   | %     | ± |
| ------------- | -------------------- | -------------------- | ------ | ----- | - |
|               | Conservateur         | Anthony Marlowe      | 37,230 | 74,22 |   |
|               | Travailliste         | Alfred D. Bermel     | 12,934 | 25,78 |   |
| Majorité      | Majorité             | Majorité             | 24,296 | 48,43 |   |
| Participation | Participation        | Participation        | 50,164 | 77,40 |   |
|               | Conservateur retenir | Conservateur retenir | Swing  |       |   |

| Parti         | Parti                                  | Candidat               | Voix   | %     | ± |
| ------------- | -------------------------------------- | ---------------------- | ------ | ----- | - |
|               | Conservateur                           | Anthony Marlowe        | 33,748 | 66,92 |   |
|               | Travailliste                           | Finlay R. Rea          | 11,791 | 23,38 |   |
|               | Liberal                                | John Richard Colclough | 4,893  | 9,70  |   |
| Majorité      | Majorité                               | Majorité               | 21,957 | 43,54 |   |
| Participation | Participation                          | Participation          | 50,432 | 81,93 |   |
|               | Conservateur vainqueur (nouveau siège) |                        |        |       |   |

## Sources
- Résultats élections, 2005 (BBC)
- Résultats élections, 1997 – 2001 (BBC)
- Résultats élections, 1997 – 2001 (Election Demon)
- Résultats élections, 1983 – 1992 (Election Demon)
- Résultats élections, 1992 – 2005 (Guardian)
- Résultats élections, 1951 – 2001 (Keele University)
- F. W. S. Craig. British Parliamentary Election Results 1950–1973.  (ISBN 0-900178-07-8)